# Cratocentrus decoratus
Cratocentrus decoratus is een vliesvleugelig insect uit de familie bronswespen (Chalcididae). De wetenschappelijke naam is voor het eerst geldig gepubliceerd in 1834 door Klug.